# Meyer Lili
Meyer Lili (korábban: Piti Emőke; Szentes, 1988. augusztus 30. –) magyar színésznő.

## Életpályája
Szülővárosában a Horváth Mihály Gimnáziumban érettségizett. Marosvásárhelyen járt egy évet színiskolába, majd 2010–2015 között a Kaposvári Egyetem színész szakos hallgatója volt. Megalakulásától a K2 Színház tagja 2022-ig. Játszott többek között a KOMA Bázis, a TÁP Színház előadásaiban, a Stúdió "K" Színházban, a Pécsi Nemzeti Színházban, a Vígszínházban, az Átriumban a MU Színházban, a Jurányi Házban. 2022-től az Apertúra – A Perpetuum Manufaktúra társulatának tagja. Nevét Piti Emőkéről Meyer Lilire változtatta.

## Színházi szerepeiből
- William Shakespeare: Hamlet... több szerep
- Molière: Tartuffe... Elmira
- Heinrich von Kleist: Pentheszileia... Pentheszileia
- Percy Bysshe Shelley: A Cenci-ház... Beatrix, Cenci lánya
- Anton Pavlovics Csehov: Apátlanok... Szofja Jegorovna
- Mihail Afanaszjevics Bulgakov: Züfec... Ljudmilla Szilvesztrovna (színművésznő)
- Bertolt Brecht: Kurázsi és gyerekei... Kattrin
- Jacques Offenbach: Szép Heléna... Leona
- Euripidész: Volt egyszer egy Helené... Szolga
- Euripidész: Iphigenia A-tól T-ig...  Iphigeneia
- Euripidész: Alkésztisz... Halál
- Aiszkhülosz: Perzsák... Atossza
- Petőfi Sándor: Az apostol... szereplő
- Závada Péter: Holdkő... szereplő
- Dömötör Tamás: Nemzeti vegyesbolt... Drogos gyerek
- Lőrinczy Attila: Könnyű préda... Yvette (egyszerű, könnyűvérű lány)
- Fábián Péter – Benkó Bence: Béke!... szereplő
- Fábián Péter – Benkó Bence: M. ország gyermekei... szereplő
- Fábián Péter – Benkó Bence: A baranyai gyöngyösbokréta... Hohmann-né Maczkó Rózi
- Fábián Péter – Benkó Bence: Bakfitty... Apollonia (Theoderich)
- Fábián Péter – Benkó Bence – Horváth Szabolcs – Szabó Sípos Ágoston: Röpülj, lelkem!... Láz Etelka (tüntető)
- Fábián Péter – Benkó Bence: Cájtstükk, avagy a bizonytalanok... szereplő
- Fábián Péter – Benkó Bence: Át az ingoványon... Gloh'Riel (a néhai Ulguriel másik leánya, fattyú)
- Fábián Péter – Benkó Bence: Rettegés és ínség a Harmadik Birodalomban... szereplő
- Fábián Péter – Benkó Bence: Nagyharsányi menyasszony... szereplő
- Fábián Péter – Benkó Bence: Kozmikus magány... Geológus
- Fábián Péter – Benkó Bence: Hamvas Béla: Karnevál I.-II.-III.-IV. ... szereplő
- Vinnai András – Benkó Bence – Fábián Péter: Az algoritmus... szereplő
- Fábián Péter: Mecseki tigris, vagy amit akartok... szereplő
- Fekete Ádám – Laboda Kornél – Mózsik Imre: Lúd Zsolt és kutyája, Mattyi... Jolán (Zsolt szerelme)
- Fekete Ádám: Csoportkép oroszlán nélkül... szereplő
- Mózsik Imre: Lö csibészek - A Pokoli Trió... Sridöm Eszter
- Cserna-Szabó András: Sömmi... szereplő
- Szabó Borbála: Kerengők - Csongor és Tünde... Ledér (Mirigy barátnőjének a lánya)
- Znajkay Zsófia: Az ölében én... szereplő
- Kárpáti Péter: Dongó... szereplő
- Búcsúkoncert... szereplő
- John Kander – Fred Ebb: cabaret (avagy az elveszettek)... Heidi

## Filmes és televíziós szerepei
- Terápia (2014)
- Hajnali láz (2015)
- Egynyári kaland (2017–2019)
- Ízig-vérig (2019)